# Grolar
Parent  A  de l'hybridation 
  Ursus arctos horribilis 
×

Parent  B  de l'hybridation 
  Ursus maritimus 
Statut de conservation UICN

 DD : Données insuffisantes
Le Grolar, Grolaire, Kiko, Grizzours ou encore Pizzly (anglicisme) (parfois mentionné sous Ursus pizzlii), est le résultat de l'hybridation entre un Ours blanc (Polar bear en anglais) et un Grizzli.
Cette hybridation, encore rare, a pu être observée en captivité mais également dans la nature. Ses différents noms sont des mots-valises formés à partir des mots « Grizzly » et « Polar » ou « Polaire ».

## Observations
Dans les années 1970, ce croisement est déjà observé au parc zoologique de Thoiry, où, faute d'enclos, un grizzli et un ours polaire avaient été réunis.
En 2006, des analyses d'ADN sont effectuées sur un ours au pelage étrange, abattu près de Sachs Harbour par Jim Martell, dans les territoires du Nord-Ouest sur l'île Banks dans l'Arctique canadien ; c'est alors le premier individu sauvage dont l'hybridation est confirmée. Au printemps 2010, un autre ours tué, à la fourrure blanche mais aux pattes brunes, s'avère être né d'un grizzli mâle et d'une femelle pizzly.
Des cas précédents d'hybridation avaient été rapportés mais, bien que probables, n'avaient pu être confirmés, les techniques d'analyse de l'ADN n'étant alors pas disponibles. En mars 2014, vivraient quelque cinq individus hybrides à l'état sauvage.

## Causes
Le réchauffement climatique amplifie le phénomène. Avec la fonte de la banquise, l'ours blanc est repoussé vers le sud du Canada, l'ours brun remonte davantage vers les forêts du nord et les deux espèces sont amenées à vivre sur un territoire commun durant une partie de l'année.
De plus, la fonte de la banquise entraîne un déclin de la population de l'Ours polaire. Cette baisse diminue la probabilité de rencontre et d'accouplement entre un mâle et une femelle et les pousse donc à se reproduire avec une espèce proche comme le grizzli.

## Conséquences
Le spécialiste Rémy Marion affirme que « le grolar n'est en aucun cas une nouvelle espèce d'ours. Pour avoir une nouvelle espèce, il faudrait que le patrimoine génétique de l'hybride soit isolé. Ici ce n'est pas le cas ». C'est également ce qu'explique Géraldine Véron, du Muséum national d'Histoire naturelle Le pizzly est une exception chez les hybrides puisqu'il est l'un des seuls capables de se reproduire car « Géographiquement, les deux espèces sont éloignées, mais génétiquement elles ont beaucoup de similarités ce qui permet à leurs petits d'être fertiles ». Cette fertilité à long terme des pizzlys est cependant débattue.
Rémy Marion rappelle également qu'« il y a plus de 600 000 ans, l'ours polaire et l'ours brun ne faisaient qu'un ». En réalité, l'ours polaire est déjà lui-même le résultat d'une hybridation, qui a probablement eu lieu il y a 150 000 ans, comme le résultat de l'analyse de son ADN l'a démontré. Les phases de réchauffement climatiques parfois intenses dans le passé et les interactions entre les différents ours font qu'en fait les deux "espèces" actuelles sont le produit d'hybridations anciennes. C'est le réaccouplement de ces hybrides qui aurait donc produit les espèces que nous connaissons, en un cycle continu.
Bien que l'hybridation puisse être un phénomène naturel participant à la diversité biologique, des chercheurs américains redoutent qu'elle entraîne une disparition plus rapide de l'ours polaire et que le pizzly soit moins adapté à son environnement, au vu de la rapidité des changements provoqués artificiellement par l'homme. D'autres scientifiques mettent en avant le risque de troubles physiques et comportementaux chez ces espèces, les pizzly pourraient par exemple avoir des difficultés à résister aussi bien que l'ours blanc au grand froid. De même, certains pizzlies observés dans un zoo allemand ont montré une moins bonne aptitude à la nage que l'Ours blanc.
Ces considérations doivent être relativisées car, cette hybridation étant nécessaire à leur survie, certains scientifiques voient le pizzly comme le sauveur de l'ours blanc, menacé par le réchauffement climatique. D'autre part, l'ours blanc, dont le territoire et la nourriture très spécialisée disparaissent, pourrait, par exemple, survivre en se croisant avec le grizzli et s'adapter en mangeant, comme lui, des fruits ou des oiseaux. Comme par le passé, il est hypothétiquement possible que seuls des groupes situés à l’extrême nord, là où la banquise offre toujours une possible nutrition, conservent les caractéristiques actuelles de l'ours blanc, tandis que les populations du sud (Labrador notamment) seraient depuis des millénaires enclines à des réadaptations de survie sous différentes formes, dont le pizzly n'est qu'un avatar.

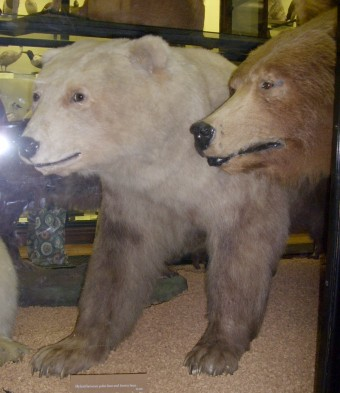
Grolar au muséum d'Histoire naturelle de Tring (Royaume-Uni).
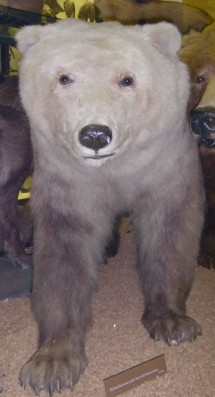
Grolar au muséum d'Histoire naturelle de Tring (Royaume-Uni).

## Dans la culture populaire

### Bande dessinée
En 2022, la bande dessinée de Jérémie Moreau, intitulée Les Pizzlys, met en scène des pizzlys au cœur d'une fable écologique en Alaska.